# Apalone spinifera atra
Apalone spinifera atra ou tartaruga - de - casco - mole - mexicana é uma espécie de tartaruga da família Trionychidae encontrada apénas no México.